# Meoneura minuscula
Meoneura minuscula är en tvåvingeart som beskrevs av Papp 1977. Meoneura minuscula ingår i släktet Meoneura och familjen kadaverflugor.
Artens utbredningsområde är Ungern. Inga underarter finns listade i Catalogue of Life.